# Gonneville-sur-Honfleur
Gonneville-sur-Honfleur é uma comuna francesa na região administrativa da Normandia, no departamento Calvados. Estende-se por uma área de 8,55 km². Em 2010 a comuna tinha 907 habitantes (densidade: 106,1 hab./km²).